# Dušan Masár
Dušan Masár (ur. 4 czerwca 1962 w Teplicach nad Bečvou) – czechosłowacki zapaśnik walczący w stylu klasycznym. Olimpijczyk z Seulu 1988, gdzie odpadł w eliminacjach w kategorii 100 kg.
Trzy razy brał udział w turnieju mistrzostw świata, Zdobył brązowy medal w 1990. Trzeci na mistrzostwach Europy w 1985 roku.
- Turniej w Seulu 1988

Przegrał z Jožefem Terteiem z Jugosławii i Vasile Andrei z Rumunii i odpadł z turnieju.